# Finnemarka
 Denne artikel bør gennemlæses af en person med fagkendskab for at sikre den faglige korrekthed.
    Eftersynet gælder bl.a. de to infobokse som den norske artikel har lignende

 Der er for få eller ingen kildehenvisninger i denne artikel, hvilket er et problem. Du kan hjælpe ved at angive troværdige kilder til de påstande, som fremføres i artiklen.

Finnemarka er et skovområde på omkring 430 kvadratkilometer som ligger i Buskerud fylke i Norge.
Området er af mange opfattet som et af de smukkeste naturområder i hele landet. 
Finnemarka er afgrænset af Tyrifjorden i nord, Lierdalen i øst og Drammenselva i vest og syd og er delt mellem kommunene Modum, Lier, Drammen og Øvre Eiker. Den sydøstlige del kaldes Drammensmarka.
Det højeste punkt er Brennåsen med 703,5 m.o.h. i den nordlige del.
Området har fået navn efter "skovfinnerne" som slog sig ned i området rundt om søen Glitre i midten af 1600-tallet.
| - Søen Glitre - Glitre, en sø syd for Finnemarka, som "skovfinnerne" slog sig ned ved i 1600-tallet 59°51′53″N 10°04′05″Ø / 59.864755°N 10.067982°Ø |